# 해남 서동사 대웅전
해남 서동사 대웅전(海南 瑞洞寺 大雄殿)은 대한민국 전라남도 해남군 화원면 금평리, 서동사에 있는 대웅전이다. 1990년 2월 24일 전라남도의 문화재자료 제174호로 지정되었다.

## 개요
서동사는 운차산 기슭에 있는 절로 지은 시기는 정확히 알 수 없고, 다만 통일신라 진성여왕(재위 887∼896)대에 최치원이 지었다고 전하고 있다. 임진왜란으로 대부분의 건물이 불탔으나 대웅전만은 칡뿌리 등이 건물을 감싸고 있어 화를 면하였다고 하여 당시에는 갈천사로 불렀다고 한다.
현재는 대웅전과 요사채만 남아 있다.
대웅전은 고종 7년(1870)에 고쳐 세웠는데 규모는 앞면 3칸·옆면 2칸이며, 지붕은 옆면에서 볼 때 사람 인(人)자 모양인 맞배지붕이다. 지붕 처마를 받치기 위해 장식하여 만든 공포는 새 날개 모양인 익공 양식으로 꾸몄다. 창호는 가운데 칸에는 4짝 빗살문을, 양쪽 끝칸에는 쌍여닫이문을 달았다.
건물 안쪽은 통칸으로 마루를 깔았고 가운데 뒤편으로 삼존불을 모셨으며, 불단 위에는 지붕 모형의 닫집을 달아 놓았다.

## 같이 보기
- 서동사

## 참고 자료
- 서동사대웅전 - 국가유산청 국가유산포털